# سكر محول

بنية جزيء الجلوكوز

بنية جزيء الفركتوز

السكر المُحّوّل (مرادفات) هو شراب من خليط نوعين من السكريات الأحادية وهما الجلوكوز (سكر العنب) والفركتوز (سكر الفاكهة)، ويحضر من عملية حلمهة تسكرية للسكر الثنائي سكروز (سكر المائدة).
يعرف هذا الشراب أيضاً باسم تريمولين، ويعرف تحت اسم السكر المحول أو السكر المقلوب لأن التدوير الضوئي لهذا المزيح معاكس لما للسكر الأصلي. يتميز السكر المحول بأنه أكثر حلاوة بمقدار 1.3x من السكر الأبيض. ويستخدم بشكل واسع على هيئة مادة محلية.

## التحضير
يحضر شراب السكر المحول بعدة أساليب، منها عن طريق إنزيمي بإضافة إنزيم إنفرتاز؛ والذي يقوم بالتحفيز الحيوي لعملية تكسير السكروز. تجرى هذه العملية حوالي الدرجة 60 °س؛ ولكن بعد الحصول على الشراب بهذا الأسلوب، ترفع درجات الحرارة من أجل تثبيط الإنزيم، ثم يركز الشراب في مبخر دوار.
يمكن تحضير هذا الشراب في المطابخ المنزلية باستخدام إما بيطرطرات البوتاسيوم (كريم الطرطر) أو من حمض الستريك (حمض الليمون).